# Dover (hrabstwo Buffalo)
Dover – miasto w Stanach Zjednoczonych, w stanie Wisconsin, w hrabstwie Buffalo.